# Taftechna
Taftechna  (in arabo تافتشنا‎?) è un centro abitato e comune rurale del Marocco situato nella provincia di Zagora, regione di Drâa-Tafilalet. Conta una popolazione di 5 258 abitanti (censimento risalente al 2014).